# Patrick McCabe
Patrick McCabe (ur. 27 marca 1955 w Clones (hrabstwo Monaghan) w Irlandii) – irlandzki pisarz.

## Życiorys
- Patrick McCabe kształcił się w Wyższej Szkole Zawodowej St. Patrick w Dublinie i zaczął nauczanie w dziennej szkole specjalnej Kingsbury w Londynie w 1980 r. Pisarz mieszka w Clones ze swoją żoną, artystką Margot Quinn i dwiema córkami Katie i Ellen.

## Nagrody
Patrick McCabe dwa razy nominowany był do Nagrody Bookera, za The Butcher Boy (Chłopaka rzeźnika, 1992) i Breakfast on Pluto (Śniadanie na Plutonie, 1998). Obydwie powieści sfilmowano. Książka Winterwood (2006) została Irlandzką Powieść Roku 2007.

## Twórczość
Patrick McCabe znany jest głównie ze swoich mrocznych i brutalnych powieści, których akcja dzieje się we współczesnej, często małomiasteczkowej Irlandii. Autor książki dla dzieci The Adventures of Shay Mouse (1985). Kilka z jego słuchowisk było nadawanych przez RTÉ i BBC Radio 4. Książka The Dead School (1995) jest opisem nieszczęść, które spotykają dwóch dublińskich nauczycieli. Autor napisał również zbiór nowel Mondo Desperado (1999). Jego gra Frank Pig Says Hello na podstawie Chłopaka Rzeźnika został zaprezentowana na festiwalu teatralnym w Dublinie w 1992 r. McCabe jest autorem nowatorskich Emerald Germs of Ireland (2001), czarnej komedia przedstawiającej matkobójstwo. W 2009 opublikował The Holy City. Jego najnowsza powieść The Stray Sod Country (2010) jest mrocznym podaniem ludowym.

## Pozostałe utwory
- Music on Clinton Street (1986)
- Carn (1989)
- Call Me the Breeze (2003)
- Winterwood (2006)